# Литл-Су (река)
Литл-Су (англ. Little Sioux River) — река в США, на юго-западе Миннесоты и на западе Айовы. Приток реки Миссури.
Берёт начало в юго-западной части штата Миннесота, недалеко от границы с Айовой. В верхнем течении течёт на юг, а в среднем и нижнем течениях — преимущественно в юго-западном направлении. Длина реки составляет около 415 км.
Основные притоки — реки Очейедан, Мапл и Уэст-Форк. Весной на реке часты наводнения.